# やしろあずき
やしろあずき（1989年5月6日 - ）は、日本の漫画家・実業家・タレント。神奈川県横浜市出身、東京都中野区在住。
自分の漫画事業を法人化し代表取締役を務める他、複数の会社を経営している。

## 来歴

### 生い立ち
幼少期から親の推薦で劇団員として活動していた。横浜市立本牧小学校卒業後横浜市立大鳥中学校に入学したが、中学時代はろくに部活（テニス）にも行かずオンラインゲーム『ラグナロクオンライン』にハマっていた。その後湘南学院高等学校を経て東京工科大学メディア学部に進学。CEDEC2011ペラ企画コンテストでベストアマ賞を受賞した実績により就職し、Aimingのゲームプランナーとなる。
2013年セガに転職。その後退職しフリーランスとして活動。

### 漫画家として
2014年動画投稿サイトVineに投稿された、セフィロスの人形で遊んでいるところを母親に見つかるという動画はリアルタイムランキングで一時、再生回数世界1位を獲得する。
2017年1月30日、コスプレイヤーのなるみひなと結婚。妻の父は北海道の市立小樽図書館の館長であり、後述の三角コーン（ロードコーン）にサインを入れて図書館に展示した。
2017年9月、コミックスマート運営のつぶやきGANMA!プロデューサー就任。2017年10月、漫画家のインフルエンサー・マーケティングを手掛ける株式会社wwwaap執行役員就任。
2018年、オタク向け不動産事業を展開する株式会社グランツアセットの執行役員にも就任。
2019年、漫画事業、工事用品レンタル事業を法人化し代表取締役に就任。
2023年、株式会社グランツアセットの執行役員を解任(後述)。

### 騒動
2023年5月8日に配信された暴露系配信者コレコレの動画内にて、やしろあずきは離婚しており、離婚裁判中に複数女性と関係を持っていたこと、違法賭博に関与していたこと、そして元妻および元妻の父に対するモラルハラスメント行為ともとれるLINEを送っていたことが告発された。
同年5月10日、やしろあずきは自身のブログで謝罪したが、先に告発された内容については「多くの部分が捏造」であると主張した。
同日、騒動を受けて不動産会社「おたくのやどかり」（株式会社グランツアセット）は「（同氏の）契約違反行為」を理由として執行役員を解任。ポーカーエンターテインメント企業「株式会社EGP」は騒動を理由に除名処分を発表した。

## エピソード
- 中学時代から高校生まで「†刹那 虜華†」[注 2]（せつな りょか）というハンドルネームをネットゲームで使用していた[30]
- 誕生日をきっかけに三角コーンがファンから自宅へ大量に送られてくるようになっており、三角コーンの人としても知られている[31]。これが発端となり、やしろあずきと三角コーンを取り扱うコラボキャンペーンが各所で実施されるなど広がりを見せている[32][33]。

## 出演
- 2016年 アーススター公式ニコニコ生放送　アーススターニコ生第四回
- 2016年 ニッポン放送 吉田尚記アナ単行本発売記念トークショー
- 2016年 大阪ロフトプラスワン　やしろあずきと原田ちあきの黒歴史談話
- 2016年 アーススター公式ニコニコ生放送　アーススターニコ生第七回
- 2017年 大阪ロフトプラスワン　やしろあずきと原田ちあきの黒歴史談話２
- 2017年 TSUTAYA三軒茶屋店トークショー　やしろあずき友達の輪
- 2017年 新宿ロフト　わくわく岸田メルワールド
- 2017年 渋谷ロフト9 クリエイターズアスク
- 2017年 7月 上杉隆のニューズオプエド ゲストコメンテーター
- 2017年 9月 上杉隆のニューズオプエド ゲストコメンテーター
- 2017年 マンガ新連載研究会『白黒1P15万の原稿料も可能！？ 10年お金に困らない生活をする漫画家ビジネススキル講座！』
- 2017年 11月 上杉隆のニューズオプエド ゲストコメンテーター
- 2018年 ロフト9わくわく岸田メルワールド2
- 2018年　ネイキッドロフト酒桂田の移転費用を捻出する会
- 2018年 NHK「テンゴちゃん」出演
- 2018年 テレビ朝日「19の夜」出演
- 2019年 名古屋東海中学校・高等学校サタデープログラムの講師として講演
- 2019年 ゲーム「リンクスリングス」アンバサダーリーダーとしてゴー☆ジャス動画出演
- 2019年 スカパー「水曜日のニュースロバートソン」出演
- 2019年 フジテレビ「ヌメロン ザ セカンド」出演
- 2019年 インターネット番組「週刊やしろあずき」メインMCとして出演
- 2020年 ひかりtv「やしろあずきと岸田メルの逃げ得」にて主演
- 2020年 インターネット番組「週刊やしろあずき シーズン2」メインMCとして出演
- 2020年 報道リアリティーショーアベマプライム出演
- 2020年 テレビ朝日『会心の１ゲー』出演
- 2021年 ネット番組『私たちは2021年の日本をどう生きる？』タレントの横山由依らと出演
- 2021年 報道リアリティーショーアベマプライム ゲストコメンテーターとして出演
- 2021年 ネット番組　ニューヨークジャック出演
- 2021年 tiktok押し漫グランプリ 司会
- 2021年 ネット番組　お笑い芸人ニューヨークのニューヨークジャック出演
- 2021年 ラグナロクオリジン生放送出演

## 作品

### 書籍
- つぶやきGANMA!「日常バグ報告」（アース・スターコミックス、泰文堂） - Web上で発表していた「日常バグ報告」の書籍化 2016年9月12日 ISBN 978-4-8030-0954-5
- 息子は中二病でネット依存で不登校: ~やしろあずきを育てたシングル育児日記~ 2019年12月4日 ISBN 978-4-53721749-0（日本文芸社）
- 人生から「逃げる」コマンドを封印している人へ  2020年12月8日 ISBN 978-4-47810919-9（ダイヤモンド社）
- クリエイターとクライアントはなぜ不毛な争いを繰り広げてしまうのか？ 2021年12月24日  ISBN 978-4-06-526458-4（星海社）- 福原慶匡 との共著

### 連載
- ETOPICA「ペンタブを捨てよ 町へ出よう」コーナー
- ENSOKU-MANGA「やしろあずきの人生ギャグ漫画」
- ブレイジングオデッセイ４コマ「燃えよブレオデ」
- ストリエ「わかる！就職活動！！～何かが間違っているかもしれないシューカツ講座～」
- ねとらぼ 「やしろあずきの調査」/「やしろあずきの日常」
- マイナビ学生の窓口 「やしろあずきのバイトあるある図鑑」
- GU GU夏休み特別企画 | ふんわり漫画診断
- 株式会社トレタ　明日のレストラン
- ヴィレッジヴァンガードマガジン
- 日本発4コマ専門SNS 4コマgram
- 30（サーティ）
- NHKオンライン 密着勇者〜魔王を倒すまで24時間生中継〜
- リクルート アントレネット ライフシフト漫画
- キャリアサプリ　8コマ漫画
- 街角相談所-法律- 法律漫画
- ぐるなびみんなのごはん　ゲームメシ

### タイアップ漫画
- サントリーザ・モルツ　グッとくるUMAMI宣伝漫画
- 第一興商　DAM CHANNELアプリ宣伝漫画
- スクウェア・エニックス　グリムノーツ宣伝漫画
- スクウェア・エニックス　ヴァルキリーアナトミア宣伝漫画
- ディップ株式会社　バイトル宣伝漫画
- 佐賀県佐賀PR漫画　「ゆっつら～と4コマ劇場」
- 宝くじ公式PR漫画
- CodeCamp×ねとらぼ　公式PR漫画
- JR東日本 えきねっと公式PR漫画
- マイナビ 学生の窓口 大二病診断
- Lenovo YOGA BOOK公式PR漫画
- 読売テレビ 番組紹介漫画
- リクルート じゃらん父子旅紹介漫画
- ビジュアルアーツ Rewrite応援漫画
- TENGA TENGA Night CHAGE応援漫画
- スクウェア・エニックス　ディアホライゾン宣伝漫画
- 20世紀フォックス　猿の惑星宣伝漫画
- 株式会社アデコ　キャリアサプリ8コマ漫画
- 森永乳業 パルムPR漫画
- JAL JALパックPR漫画
- エレクトロニック・アーツ スターウォーズバトルフロントキャンペーン漫画
- 松井証券 PR漫画
- 森永乳業 パルム冬PR漫画
- NHK 受信料PR漫画

### タイアップ記事
- ドスパラ raytrektabPR記事「raytrektabって実際どうなの？Web漫画家が1日使い倒してみた！」
- CodeCamp PR記事 「マンガ家・やしろあずきがイチからプログラミングを学んで自分の公式サイトを作ってみた」
- 最安値.com PR記事　「やしろあずきの調査――　クジで引いたネット通販の商品だけで3日間生活できるか検証してみる」